# Pilgermuschel

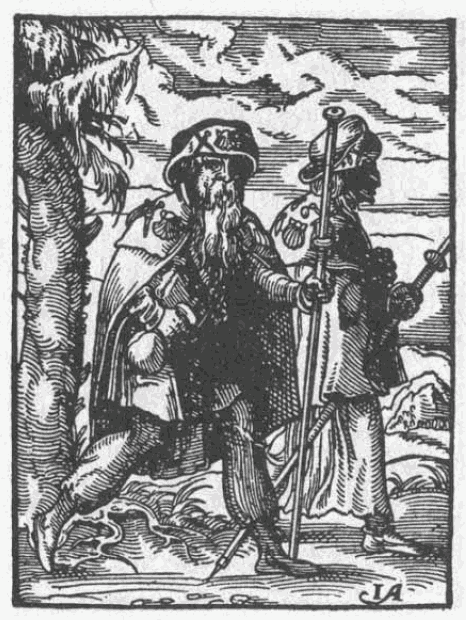
Jakobspilger, Darstellung von 1568

Papstwappen von Benedikt XVI. mit der Großen Pilgermuschel

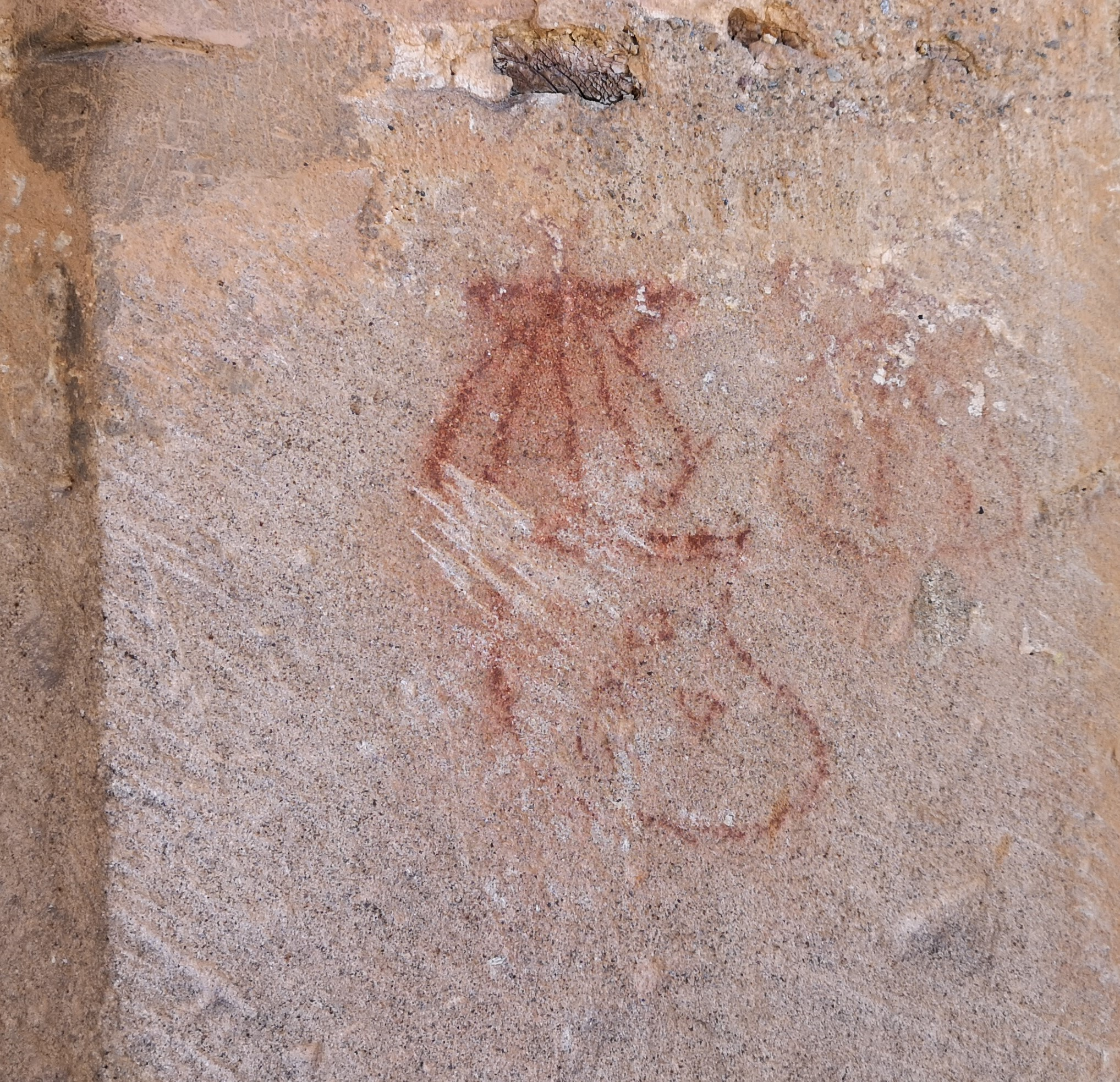
Rötelzeichnung am Kirchenportal von St. Jakob am Sand mit Pilgermuschel und -beutel, 16. Jh. (?)

Die atlantische Jakobsmuschel, die Große Pilgermuschel (Pecten maximus) wurde in Form der rechten Schalenhäfte des Tieres oder als Zinnguss einer solchen das Erkennungszeichen der Jakobspilger nach Santiago de Compostela, seit dem späten 9. Jahrhundert Grabstätte des Heiligen Jacobus und bedeutendster Wallfahrtsort des Mittelalters. Carl von Linné hat die Mittelmeer-Pilgermuschel und die wirkliche Jakobsmuschel (P. maximus bzw. Kleine Pilgermuschel Chlamys opercularis L.) miteinander verwechselt, indem er der gar nicht vor Santiago lebenden Mittelmeerart den Namen P. jacobaeus gab. Die Pilgermuschel ist eine Form des Pilgerzeichens.

## Die Große Pilgermuschel als Pilgerzeichen
Die Echte Jakobsmuschel (P. maximus) soll ihren Namen einer späteren Legende gemäß folgenden Ursprung haben:

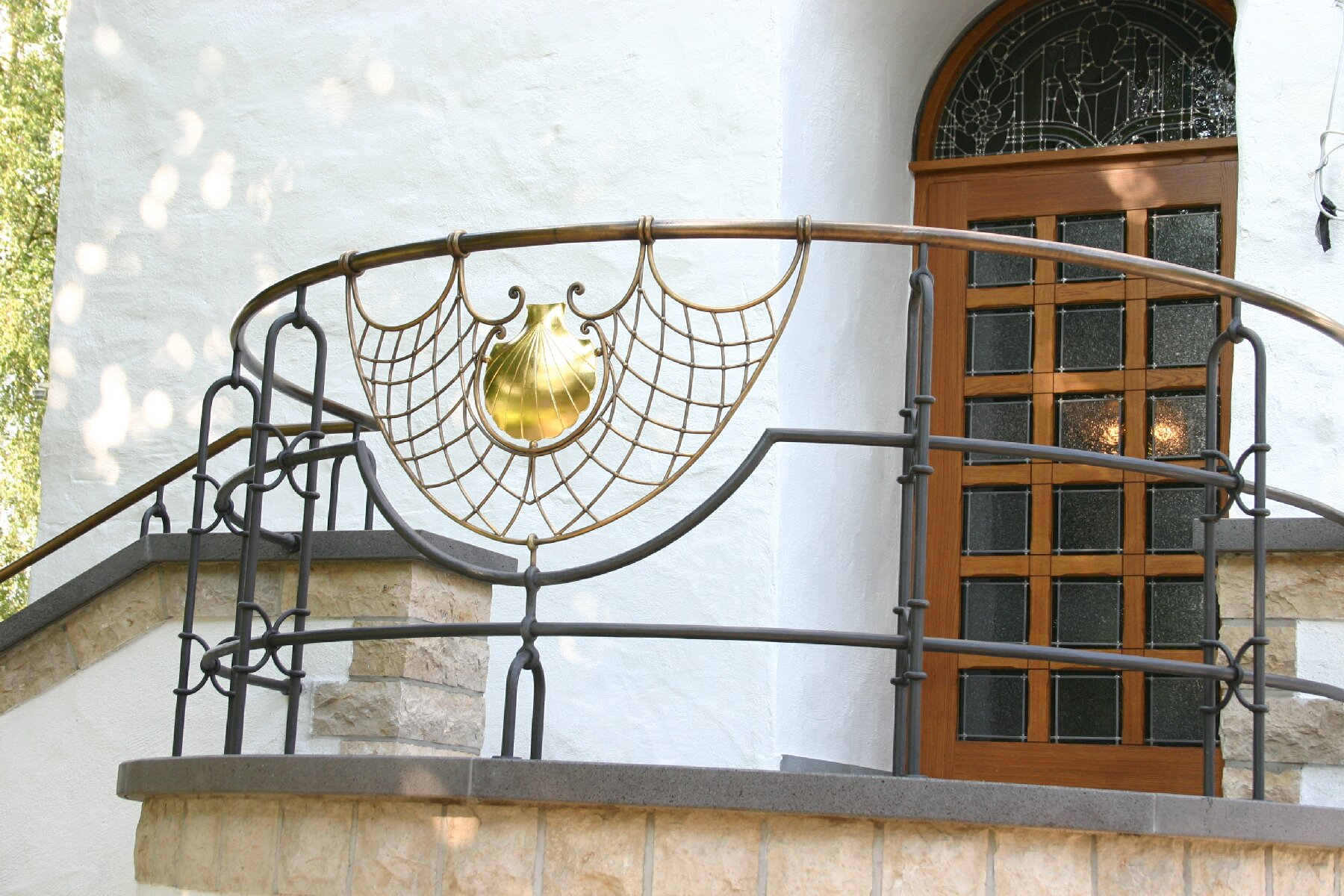
Pilgermuschel in Elspe

Ein junger Adliger ritt einst dem Schiff entgegen, mit dem der Leichnam des Apostels Jakobus nach Spanien gebracht wurde. Unglücklicherweise versank er dabei im Meer; jedoch rettete Jakobus auf wundersame Weise sein Leben und half dem Ritter, das Ufer zu erreichen. Dadurch war sein Körper über und über von Muscheln bedeckt, und aus diesem Grund wird die Muschel seitdem als Schutzzeichen getragen.
Seit dem frühen Mittelalter dienen daher die rechten, stärker gewölbten Klappen der Muscheln den Jakobspilgern, die das Grab des heiligen Jakobus in Santiago de Compostela besuchen, als Erkennungszeichen. Ursprünglich galt die Muschel auch als Nachweis der Pilgerschaft. Die Muscheln wurden am Wallfahrtsort verkauft und von den Pilgern an der Kleidung, meist am Hut, befestigt; der Verkauf der Abzeichen war eine wichtige Einnahmequelle des Wallfahrtsorts. Eine Erweiterung des Wallfahrtsweges für manche Pilger ist der 85 km weite Weg nach Kap Finisterre – an „das Ende der Welt“ –, wo sie selbst diese Muscheln im Meer sammeln.
Seit dem 13. Jahrhundert wurde die Pilgerschaft nicht mehr mit der Muschel, sondern mit einer Urkunde (heute: La Compostela) beglaubigt. Weiterhin aber galt ein Zinnabguss einer Großen Pilgermuschel als wichtiges, Segen bringendes Andenken. Noch heute ist die Große Pilgermuschel das Erkennungszeichen der Pilger, das sichtbar am Rucksack getragen wird.

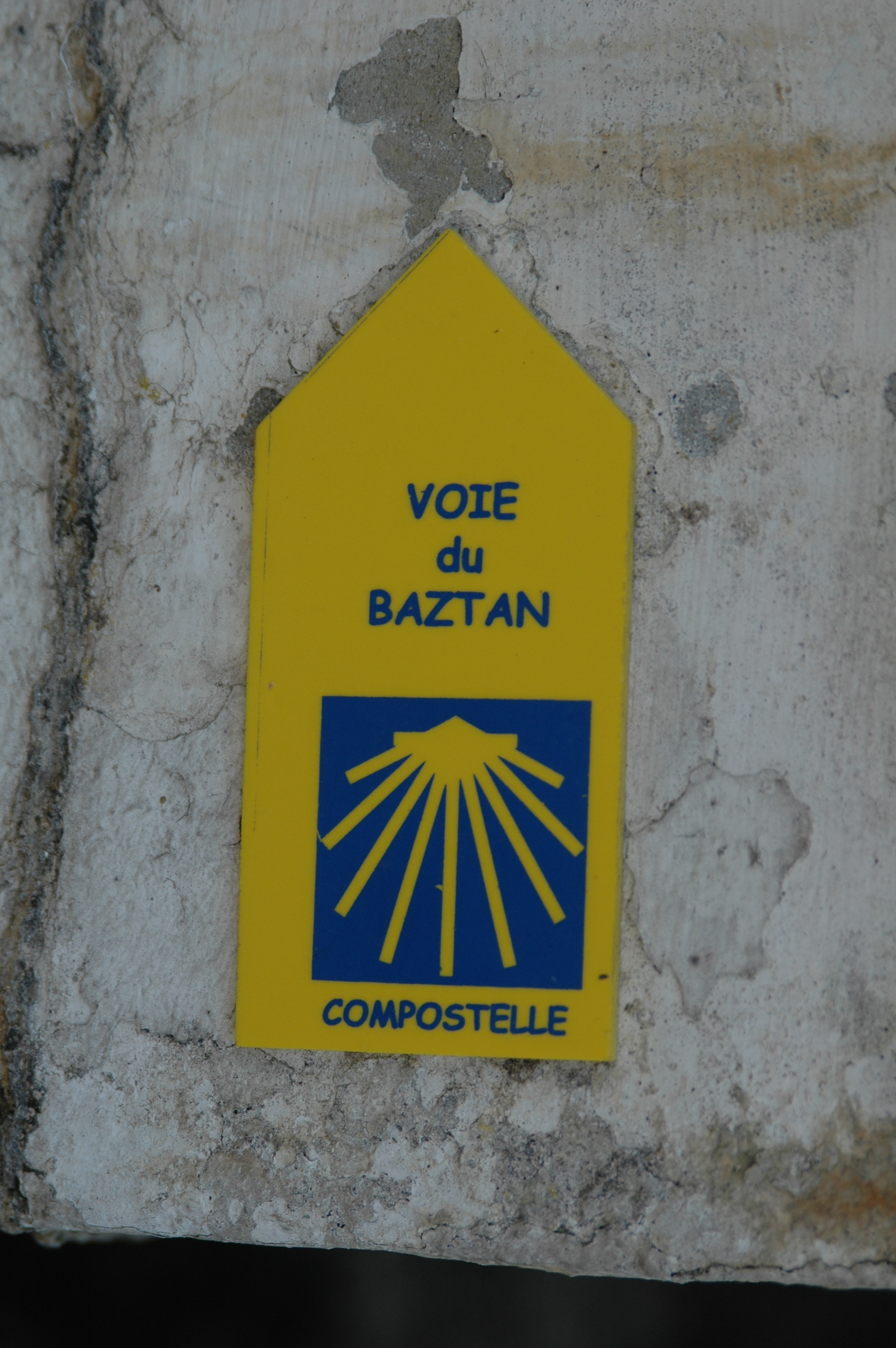
Wegzeichen des Jakobsweg

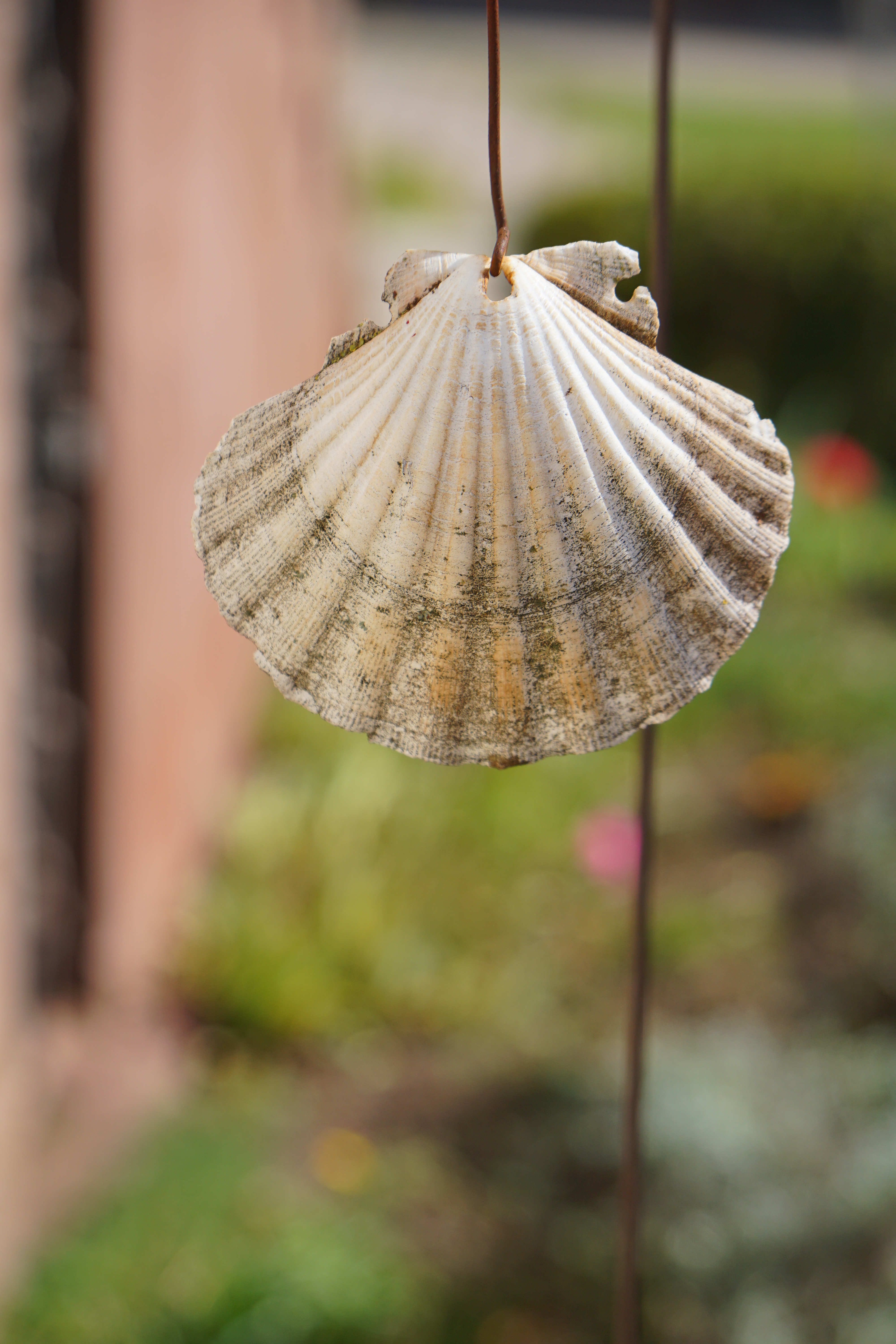
Herbergen, die Pilger willkommen heißen, zeigen dieses mit der Jakobsmuschel an.

Sie dient auch als Kennzeichnung der Jakobswege und findet sich dann oft auf Straßenschildern, Randsteinen und Wegekreuzen. Auf den verzweigten Zuwegen in Frankreich und Deutschland wird sie zunehmend zum Wahrzeichen des Pilgerweges.
In europäischen Gräbern vor allem aus dem 11. bis 14. Jahrhundert sind bis nach Skandinavien wiederholt Große Pilgermuscheln gefunden worden. Aus derartigen Grabfunden lassen sich alte Pilgertraditionen, ihre zeitliche Zuordnung und ihre lokale Bedeutung nachvollziehen.

## Heraldik
- Siehe auch: Liste der Wappen mit der Jakobsmuschel
- Siehe auch: Die Muschel als Wappentier